# Paolo Frisi

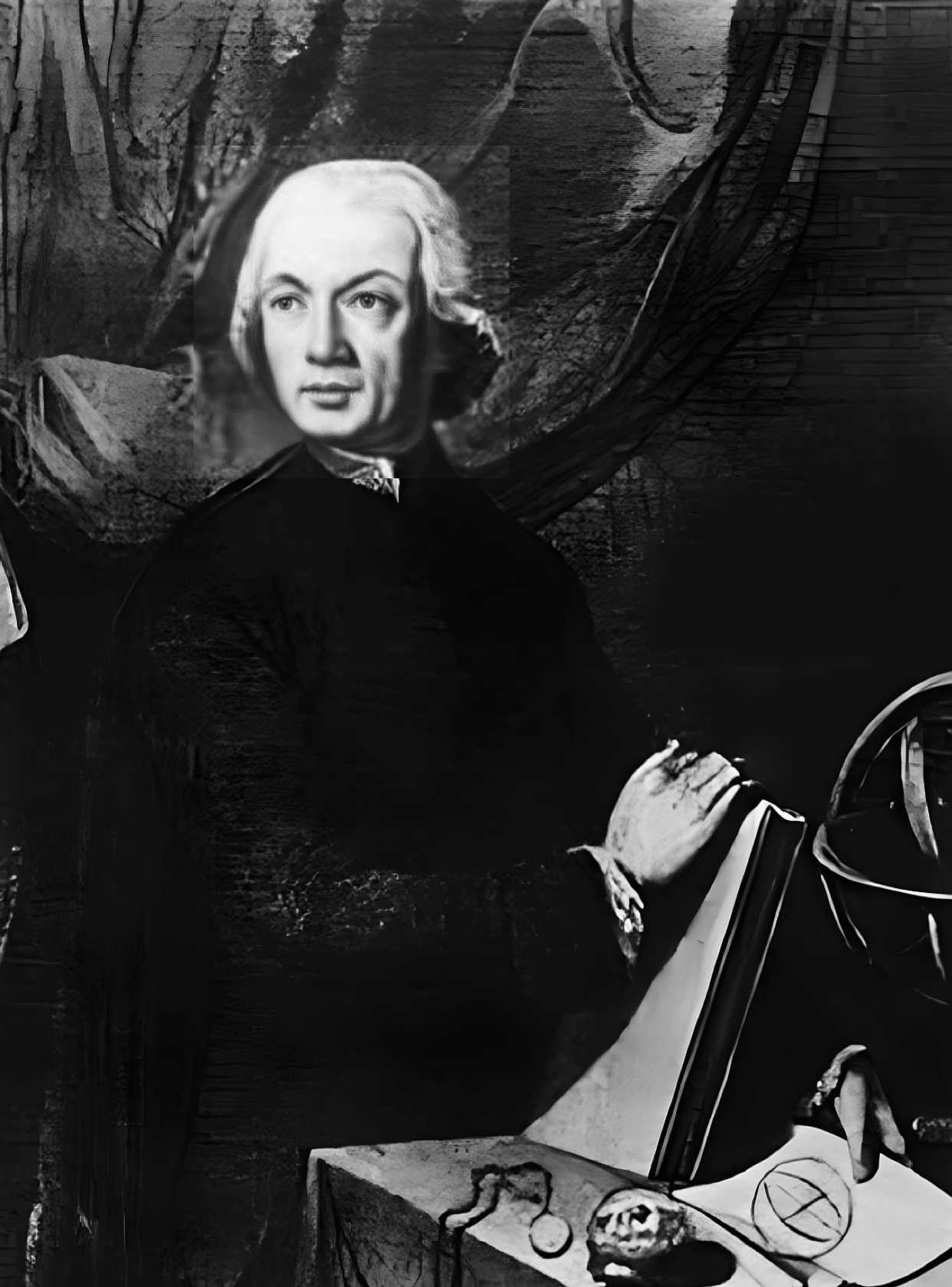
Paolo Frisi

Paolo Frisi (* 13. April 1729 in Melegnano; † 22. November 1787 in Mailand) war ein italienischer Geistlicher, Mathematiker, Physiker, Ingenieur und Astronom.

## Leben
Frisi war das zweitälteste von acht Kindern – einer der Brüder war der Historiker und Geistliche (Kanoniker an der Kathedrale von Mailand) Antonio Francesco Frisi (1733–1817) – und wuchs in gut situiertem Elternhaus auf, das allerdings nach dem frühen Tod des Vaters finanzielle Probleme bekam. Er besuchte ab etwa 1741 die Schule der Barnabiten in Mailand (Arcimbolde-Schule bzw. Kolleg von St. Alexander), trat dem Barnabiten-Orden bei und begann 1743 sein Noviziat in Monza. Im Oktober 1744 legte er sein Gelübde ab und setzte sein Studium am Kolleg St. Alessandro in Mailand fort, wo er auch Unterricht in Mathematik und Newtonsche Mechanik erhielt bei Francesco Maria de Regi (1720–1794). 1747 studierte er Theologie in Pavia, hörte aber auch Mathematik und Physik an der Universität bei Ramiro Rampinelli (1697–1759), der auch Experte für Wasserbau war. Er blieb bis 1749 in Pavia und studierte dort außerdem mathematische und physikalische Werke, so von Leonhard Euler, Colin Maclaurin, Maria Agnesi, Alexis Claude Clairaut und Jean-Baptiste le Rond d’Alembert und den Kommentar zu Newtons Principia von François Jacquier, mit dem er korrespondierte, und Thomas Le Seur. 1749 wurde er Lehrer am Kolleg in Lodi. 1751 wurde er zum Priester geweiht. 1751 veröffentlichte er eine Abhandlung über die Figur der Erde (die er drucken ließ trotz Einspruch der kirchlichen Zensoren, da er das heliozentrische Weltbild vertrat) und eine über die Regulierung von Flüssen. 1751 wurde er Professor für Philosophie an der Barnabiten-Schule in Casale Monferrato. Da seine Vorgesetzten den Umgang mit dem Liberalen und Freidenker Graf Radicati, mit dem Frisi noch über zwanzig Jahre korrespondierte, nicht gern sahen wurde er als Prediger nach Novara versetzt. 1753 wurde er korrespondierendes Mitglied der Académie des Sciences in Paris und Professor am Barnabiten-Kolleg St. Alexander in Mailand. 1756 wurde er Professor für Mathematik an der Universität Pisa, an der er Kontakte zu vielen Naturwissenschaftlern und Mathematikern pflegte, wie dem Direktor des Observatoriums Tommaso Perelli (1704–1783), und auch Florenz häufig besuchte. 1764 wurde er Professor an der Scuola Palatina in Mailand. Sein Ansehen war damals schon so hoch, dass der Herzog der Toskana ihn formal auf der Professorenliste in Pisa beließ. 1760 besuchte er Rom und Neapel und wurde in Rom vom Papst Pius VI. empfangen (der ihn zu Plänen der Regulierung des Rheins befragte), 1766/67 besuchte er Frankreich, wo er mit d’Alembert, Diderot, Condorcet und anderen zusammentraf, und England (wo er unter anderem David Hume traf) und 1768 Wien, wo er von Kaiser Joseph II. empfangen wurde und mit ihm über verschiedene wissenschaftliche Themen (Elektrizität, Pockenschutzimpfung) und das Verhältnis Kirche und Staat diskutierte. Nach der Unterdrückung des Jesuitenordens durch den Papst 1773 zog seine Schule in den Palazzo di Brera in dem zuvor die Jesuiten waren. Da er mit seiner Familie leben wollte, beantragte er den Austritt aus dem Orden, was 1776 vom Papst genehmigt wurde. 1778 besuchte er die Schweiz. Seine Gesundheit ließ nach und er schränkte seine Vorlesungstätigkeit ein, publizierte aber 1782 eine Auswahl seiner Werke. Im Mai 1784 besuchte ihn der schwedische König Gustav III. bei einem Besuch in Mailand.

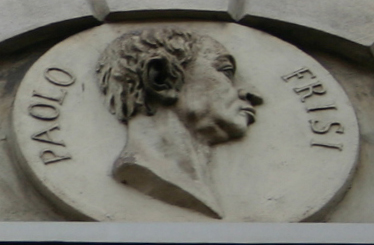
Erinnerungsplakette an Paolo Frisi am Palazzo Beccaria in Mailand

## Werk
Er war europaweit als Berater für Wasserbauwerke gefragt und führte Blitzableiter in Italien ein. Frisi befasste sich mit Elektrizität und Licht und studierte die Bewegung von Erde und Mond mit der Newtonschen Gravitationstheorie. In der Mathematik befasste er sich mit Variationsrechnung (isoperimetrische Probleme). Er entwarf einen Plan für einen Kanal zwischen Mailand und Pavia, der 1819 nach seinen Plänen gebaut wurde.
Nachdem ein Jesuit sein Buch über die Figur der Erde kritisiert hatte fasste er eine Abneigung gegen Jesuiten und war darin im Bund mit bekannten Enzyklopädisten in Paris. Er gab in Mailand eine Zeitschrift Il caffè heraus, die Ideen der Aufklärung verbreitete.

## Ehrungen und Mitgliedschaften
Neben seiner Mitgliedschaft in der Pariser Akademie war er seit 1756 Ehrenmitglied der Akademie in St. Petersburg, seit 1757 Mitglied der Royal Society, 1758 Mitglied der Berliner Akademie, 1766 der Königlich Schwedischen Akademie und 1770 der Akademien in Bern und Kopenhagen. Die österreichische Kaiserin Maria Theresia verlieh ihm eine jährliche Pension von 100 Sequin. 1764 erhielt er eine Ehrenprofessur für Mathematik in Bologna.
Straßen in Mailand, Pavia, Rom, Melegnano, Bologna und Lissone und Schulen in Mailand, Melegnano und Monza sind nach ihm benannt.
2003 wurde der Asteroid (19523) Paolofrisi nach ihm benannt.

## Schriften

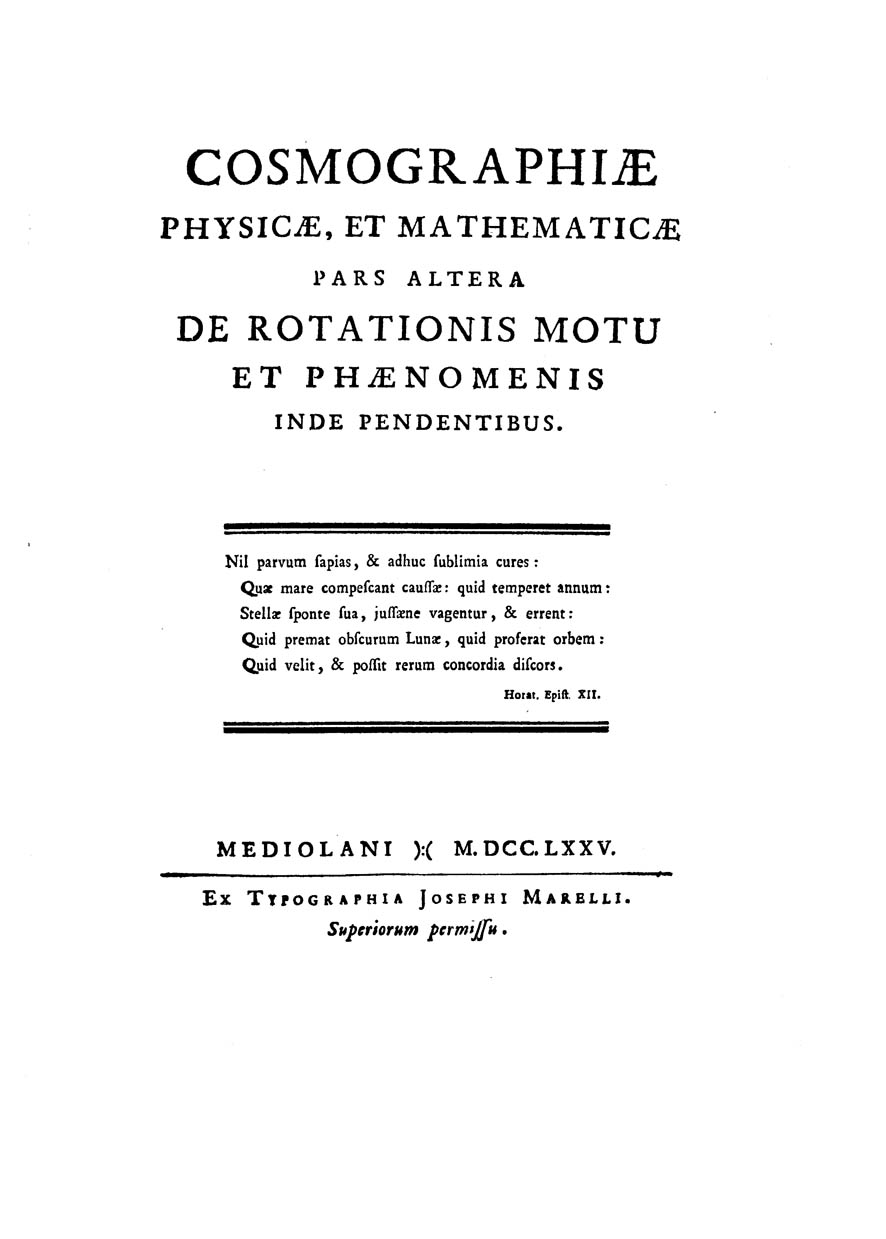
Cosmographiae physicae et mathematicae, 1775

- Disquisitio mathematica in causam physicam figurae et magnitudinis telluris nostrae, 1751
- Del modo di regolare fiumi e torrenti, 1751
- Nova electricitatis theoria quam ... J B Landriani publice propugnabat, 1755
- Saggio morale di filosofia 1755
- De motu diurno terrae, Pisa 1756 (für das Buch erhielt er einen Preis der Berliner Akademie)
- Memorie sopra la fisica e l'istoria naturale, 1757
- De aberratione lucis opusculum, 1757
- De atmosphaera caelestium corporum dissertatio physico-mathematica, 1759
- Piano de' lavori da farsi per liberare, e assicurare dalle acque le provincie di Bologna, di Ferrara, e di Ravenna, Lucca 1761.
- De problematis quibusdam isoperimetricis, 1761
- Del modo di regolare i fiumi, e i torrenti, principalmente del Bolognese, e della Romagna, Lucca, 1762 (das Buch wurde 1774 ins Französische übersetzt und es erschienen mehrere englische Auflagen)
- De gravitate universali corporum, Mailand 1768 (Kaiser Joseph II. gewidmet)
- De' canali navigabili trattato del P. D. Paolo Frisi, Florenz 1770.
- Cosmographiae physicae et mathematicae, 1774, 1775
- Elogio del Galilei, 1775
- Instituzioni di meccanica, d'idrostatica, d'idrometria e dell'architettura statica e idraulica, Mailand 1777.
- Elogio di Bonaventura Cavalieri,  1778
- Elogio del cavaliere Isacco Newton, 1778.
- Algebra e geometrica analitica, 1782
- Meccanica, 1783
- Cosmografia 1785
- Elogio del signor D'Alembert, Mailand 1786.